# Robert Mateja
Robert Mateja (né le 5 octobre 1974 à Zakopane) est un ancien sauteur à ski polonais.

## Palmarès

### Jeux olympiques
| Épreuve / Édition | Nagano 1998 | Salt Lake City 2002 | Turin 2006 |
| Petit Tremplin    |             | 37e                 | 25e        |
| Grand Tremplin    | 20e         | 29e                 | 38e        |
| Par équipes       |             | 6e                  | 5e         |

### Championnats du monde
| Épreuve / Édition | Épreuve / Édition | Trondheim 1997 | Ramsau 1999 | Lahti 2001 | Val di Fiemme 2003 | Oberstdorf 2005 | Sapporo 2007 |
| Petit Tremplin    | Petit Tremplin    | 5e             | 22e         |            | 41e                | 40e             | 40e          |
| Grand Tremplin    | Grand Tremplin    | 16e            | 25e         | 17e        | 36e                | 50e             | 38e          |
| Par équipes       | PT                |                |             | 5e         |                    | 6e              |              |
| Par équipes       | GT                |                |             | 8e         | 7e                 |                 | 5e           |

### Championnats du monde de vol à ski
| Épreuve / Édition | Vikersund 2000 | Harrachov 2002 | Planica 2004 | Kulm 2006 |
| Individuel        | 28e            | 34e            | 52e          | 19e       |
| Par équipes       |                |                | 8e           | 9e        |

### Coupe du monde
- Meilleur classement final: 30e en 1997.
- Meilleur résultat: 5e.